# Emoia nigra
Espèce
Synonymes
- Eumeces niger Jacquinot & Guichenot in Hombron & Jacquinot, 1853
- Emoa nigrita Girard, 1857
- Emoia whitneyi Burt, 1930

Statut de conservation UICN

 LC  : Préoccupation mineure
Emoia nigra est une espèce de sauriens de la famille des Scincidae.

## Répartition
Cette espèce se rencontre dans l'archipel Bismarck, aux Salomon, au Vanuatu, aux Tonga, aux Samoa et aux Fidji.

## Publication originale
- Jacquinot & Guichenot, 1853 : Reptiles et poissons in Hombron & Jacquinot, 1853 : Zoologie 3 in Dumont d’Urville, 1853 : Voyage au pole sud et dans l'Océanie sur les corvettes l’Astrolabe et la Zélée, p. 1-56.